# 와누리 카히우
와누리 카히우(Wanuri Kahiu, 1980년 6월 21일 ~ )는 케냐의 영화 감독, 프로듀서, 작가이다. 2009년 영화 《속삭임으로부터》를 통해 아프리카 영화 아카데미상 작품상, 감독상, 각본상을 수상했다.

## 작품 목록
- 라스 스타 (2006, 단편)
- 속삭임으로부터 (2008)
- 품지 (2009)
- 라피키, 친구 (2018)